# ロヂウラベース
ロヂウラベースは、エフエム富士で放送されているラジオ番組である。

## 概要
Official髭男dismのベース・サックスを担当する楢﨑誠が、“音楽要素3割以下でお届けする”という趣旨の番組。リスナーからの投稿コーナーや、ゲストを迎えるコーナーなどが展開される。
基本、東京・代々木にあるSTUDIO ViViDから生放送されており、放送時間内はツイキャスでスタジオ内の映像の同時配信を行っている（動画配信の制限上、曲、コーナーのBGMはカットされている）。なお、収録放送の場合はツイキャスの配信は行われない。
番組内では挨拶として「ちゃおちゃお」が使用されている。これは番組開始前に楢﨑が出演した同局の番組『沈黙の金曜日』にて、メインパーソナリティのアルコ&ピース・平子祐希が考案したものである。
リスナーは「ロヂボーイ」「ロヂガール」と呼ばれている。

## 出演者
- 楢﨑誠（Official髭男dism）
- 松浦匡希（Official髭男dism）- 月に1回「ビッグゲスト」として登場。

## 現在のコーナー

### 3年タピ組ときめき先生
- 21時台に放送。楢﨑扮する「春風（ときめき）先生」が、リスナーから届いた少女漫画あるあるやときめく実体験を紹介するコーナー。

楢﨑以外のメンバーの名義は以下の通り。
- 桃色（キュルルン）先生 - 松浦匡希。
- 鼻歌（ララルラ）先生 - 藤原聡。名前の由来は『パラボラ』の歌詞から。

### サウンドトラベラー
- リスナーから募集した日常生活の音（21時台中心）や、Official髭男dismの楽曲の演奏（22時台中心）などをオンエアするコーナー。このコーナーで好感触だった効果音は実際に楢﨑が作詞・作曲した楽曲『旅は道連れ』で使用された。21時台と22時台をまたぐコーナーのため、ネット局では途中で終了する。

### ナイトクラブ誠
- リスナーの恋愛や人生相談を、「山陰と山陽のローランド」こと「ヤーマン誠」が実際に電話して解決する企画。
- 松浦が登場する回では「山陰のディカプリオ」こと「アヒージョ匡希」メインの企画「アヒージョ匡希の今夜もボラーレ」に変更される。内容は「ナイトクラブ誠」と同一。

## ネット局
2020年4月より番販でのネットが開始され、2025年現在ではJFN系列のエフエム岐阜、エフエム山陰、JRN/NRN系列の中波局・中国放送の3局で時差ネットを行っている。なおネット局ではエフエム富士で生放送された21時台のみを放送するが、エフエム岐阜と中国放送では更に5分程度縮小し55分に編集されたものとなっている。
エフエム富士での21時台のラストでは楢﨑がネット局3局に配慮し、この後に流す曲の紹介と「また来週お会いしましょう、ちゃおちゃお」と挨拶してからステーションブレイクの時間まで楽曲が流れてネット局では番組終了、エフエム富士では22時台へと続く。
| 放送対象地域 | 放送局                  | 系列        | 放送開始      | 放送時間           | 備考 |
| ------------ | ----------------------- | ----------- | ------------- | ------------------ | --- |
| 関東広域圏   | FM FUJI（FMF）          | 独立局      | 2019年4月1日  | 月曜 21:00 - 23:00 | 制作局 |
| 岐阜県       | エフエム岐阜（FM GIFU） | JFN系列     | 2020年4月2日  | 木曜 20:00 - 20:55 | |
| 山陰地方     | エフエム山陰（FSK）     | JFN系列     | 2022年4月3日  | 木曜 21:00 - 22:00 | 2022年4月-2024年3月までは月曜21:00-22:00（同時ネット）バンド結成の地・松江に本社を置く局                                                                                     |
| 広島県       | 中国放送（RCC）         | JRN/NRN系列 | 2023年10月5日 | 木曜 22:00 - 23:00 | 楢﨑の出身地の局番組表上では23:00までとなっているが、実際は22:54で番組が終わり、その後、次の番組のアナウンスとRCCラジオの注目番組の紹介を行いながら楽曲が1曲オンエアされる。 |

## エピソード
- 第105回全国高等学校野球選手権大会で優勝を収めた慶応高校3年の丸田湊斗が、この番組にメールを送り、2023年8月28日放送のこの番組で、そのメールが紹介された[2]。これについて、丸田は「甲子園のベンチでヒゲダンのタオルを使っていたら、ヒゲダンのファンの方が気づいて、話題にして下さったんです。それから応援もいただいて…。感謝の気持ちを伝えたくて、メールさせていただきました」と述べている[2]。